# Свирж (приток Днестра)
Свирж (укр. Свірж) — река во Львовском районе Львовской области и в Ивано-Франковском районе Ивано-Франковской области, Украина. Левый приток Днестра (бассейн Чёрного моря).
Длина реки 70 км, площадь бассейна 447 км². Уклон реки 1,6 м/км. В верховье долина V-образная, ниже преимущественно трапециевидная. Пойма двусторонняя, шириной от 0,1 до 1 км. Русло извилистое, местами разветвленное, частично выпрямленное. Есть пруды (например, в сёлах Свирж и Загорье).
Берёт начало к востоку от горы Камула (самая высокая вершина Подольской возвышенности, 471,9 м), в пределах уступа Гологоры. Течёт с севера на юг и юго-восток, впадает в Днестр западнее села Тенетники.
Основной приток — Любешка (правый).
По реке Свирж от села Прибынь вплоть до впадения реки в Днестр проходила граница между Львовской и Галицкой землями Королевства Польского.
На одном из прудов, построенном на реке, стоит известный Свиржский замок.